# 5150
5150 – siódmy album studyjny zespołu Van Halen, wydany w 1986 roku.

## Lista utworów
1. Good Enough – 4:06
2. Why Can't This Be Love – 3:48
3. Get Up – 4:35
4. Dreams – 4:54
5. Summer Nights – 5:05
6. Best Of Both Worlds – 4:48
7. Love Walks In – 5:09
8. 5150 – 5:43
9. Inside – 5:03

## Skład zespołu
- Sammy Hagar – śpiew
- Eddie Van Halen – gitara prowadząca
- Michael Anthony – gitara basowa
- Alex Van Halen – perkusja